# Megaselia pentagonalis
Megaselia pentagonalis är en tvåvingeart som beskrevs av Bridarolli 1951. Megaselia pentagonalis ingår i släktet Megaselia och familjen puckelflugor. Inga underarter finns listade i Catalogue of Life.